# Sporobolus aeneus
Sporobolus aeneus är en gräsart som först beskrevs av Carl Bernhard von Trinius, och fick sitt nu gällande namn av Carl Sigismund Kunth. Sporobolus aeneus ingår i släktet droppgräs, och familjen gräs. Inga underarter finns listade i Catalogue of Life.